# فوهة كيرلس

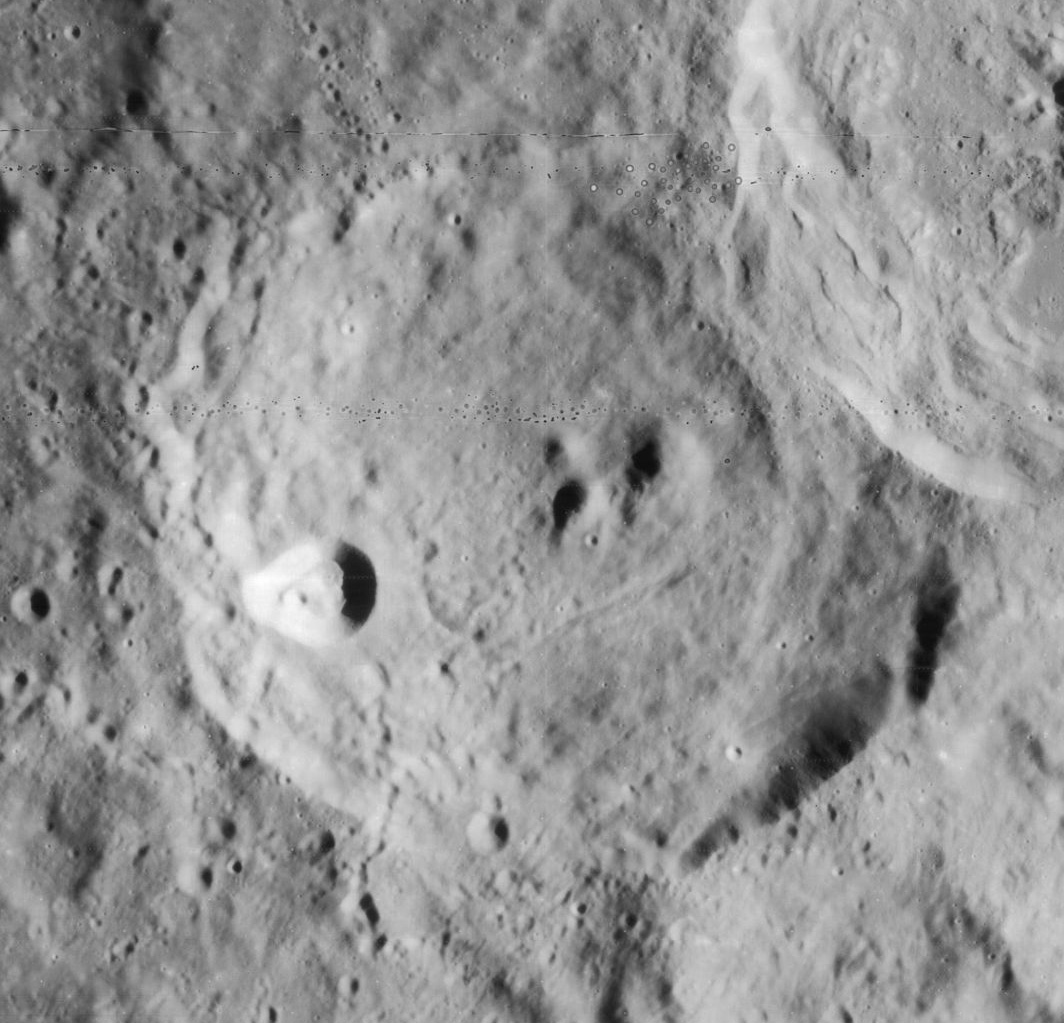
فوهة كيرلس

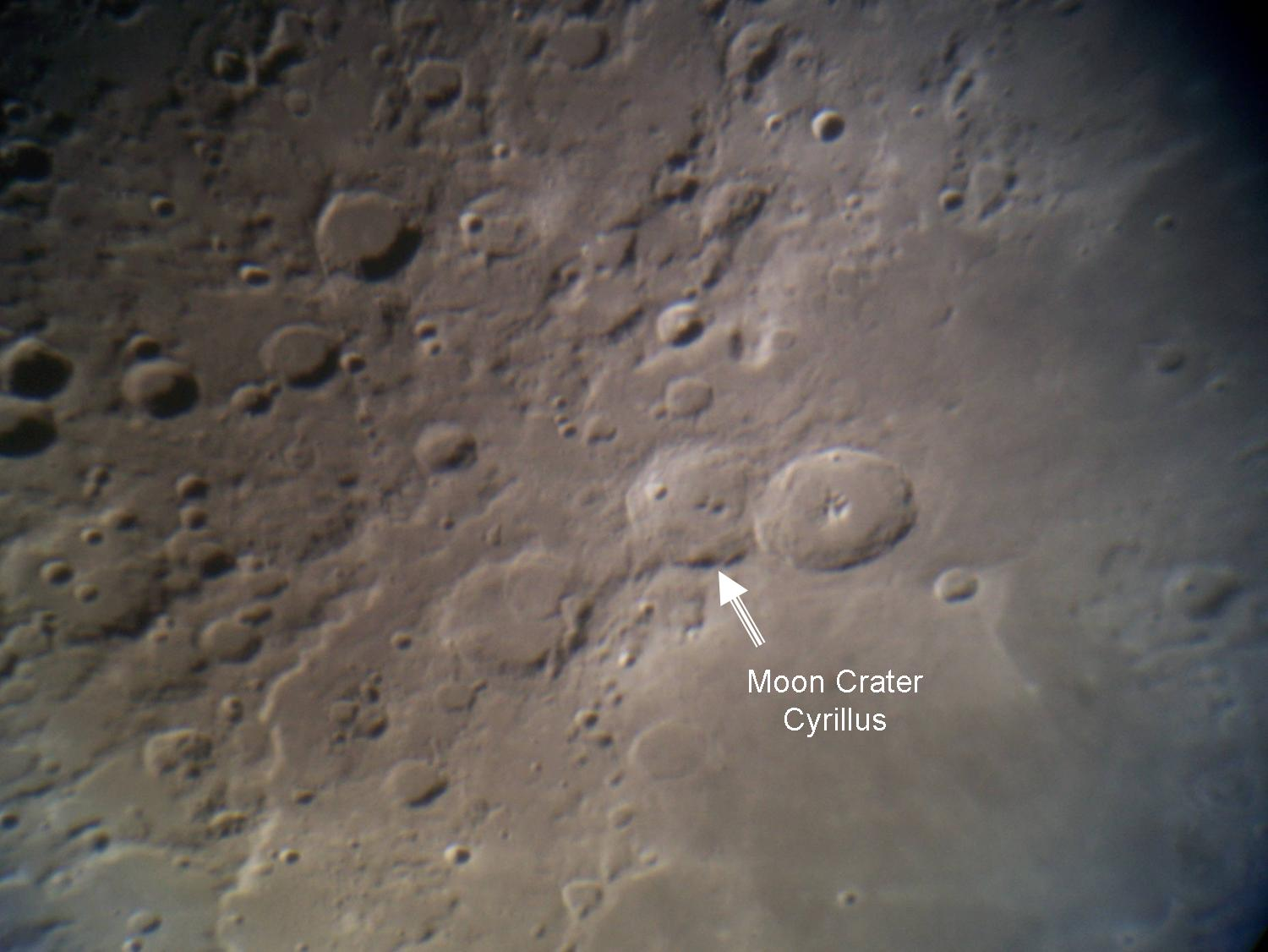
موقع فوهة كيرلس

فوهة كيرلس (13.2°S 24.0°E) هي فوهة صدمية على سطح القمر تقع جنوب غرب بحر السكون. تقع شمال شرق فوهة ثيوفيلس، وجنوب فوهة كاثرينا. تشكل هذه الفوهات الثلاثة ثلاثي بارز في الربع الجنوبي الشرقي من القمر. تقع شمال غرب فوهة ابن رشد.

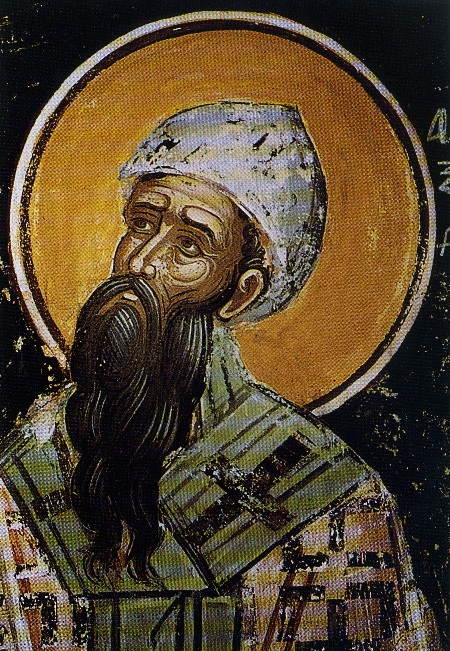
القديس كيرلس، بابا الإسكندرية

سميت هذه الفوهة تكريما لبابا الإسكندرية كيرلس الأول، البابا من القرن الرابع.

## الوصف
يبلغ قطر الفوهة حوالي 98 كيلومتر، وعمقها 3.6 كيلومتر، وعلى زاوية 335° من شروق الشمس. تحتوي أرضية فوهة كيرلس على مجموعة من التلال في المنتصف. توجد ثلاث جبال شمال شرق مركز الفوهة يبلغ ارتفاعهم تقريبا 1,000 متر من سطح الفوهة وهم ألفا، دلتا وإيتا.

## فوهات القمر الصناعي
لرسم خريطة مماثلة لفوهات القمر يتم وضح حروف على كل جانب من جوانب الفوهة ومركزها لكل حرف منهم دلاله معينة.
| كيرلس | خط طول  | خط عرض  | القطر      |
| ----- | ------- | ------- | ---------- |
| A     | 13.8° S | 23.1° E | 17 كيلومتر |
| C     | 12.3° S | 21.5° E | 12 كيلومتر |
| E     | 15.8° S | 25.3° E | 11 كيلومتر |
| F     | 15.3° S | 25.5° E | 44 كيلومتر |
| G     | 15.6° S | 26.6° E | 8 كيلومتر  |

## الصور

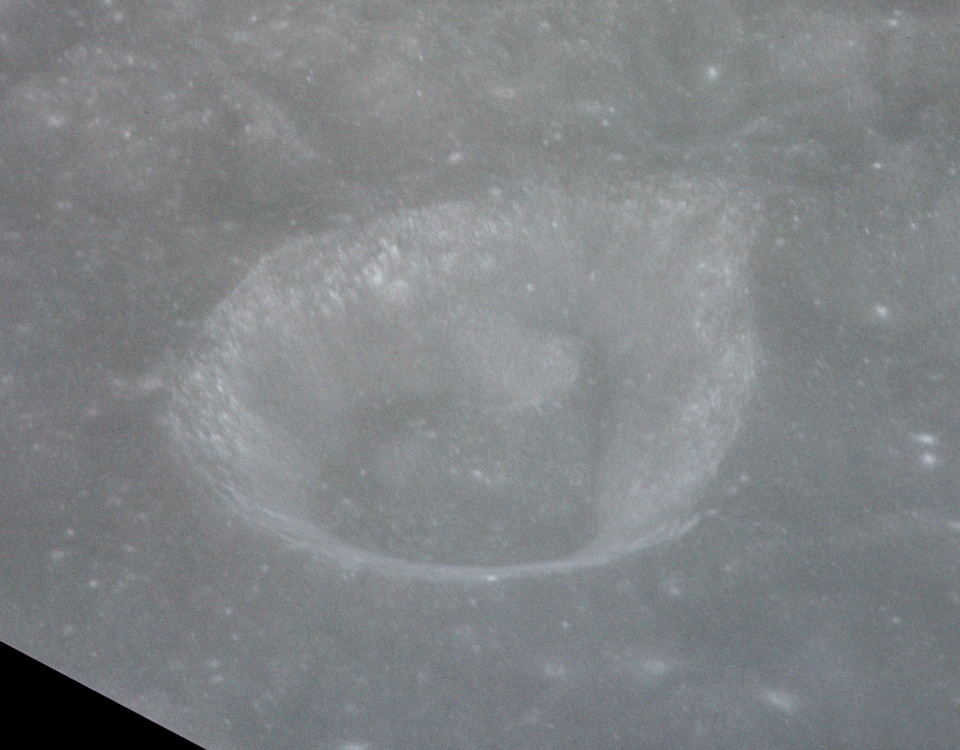
كيرلس A، من بعثة أبولو 14
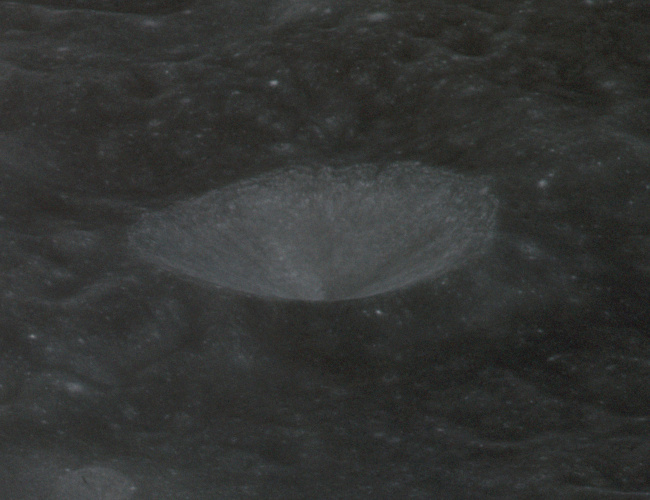
كيرلس E، من بعثة أبولو 14
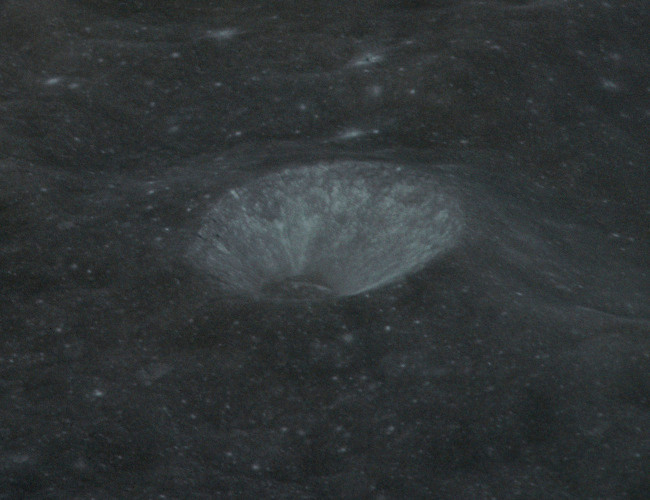
كيرلس G، من بعثة أبولو 14

## وصلات خارجية
- فوهة ثيوفيلس وكيرلس وكاثرينا
- فوهتي ثيوفيلس وكيرلس